# László Réczi
László Réczi (* 14. července 1947 Kiskunfélegyháza, Maďarsko) je bývalý maďarský zápasník, reprezentant v zápase řecko-římském, mistr světa a bronzový medailista z olympijských her a mistrovství Evropy.
V roce 1971 vybojoval první maďarský titul. Ve stejném roce se představil na mezinárodní scéně. Na turnaji Světového poháru v Sofii vybojoval čtvrté místo, když ze šesti utkání ve čtyřech zvítězil.
V roce 1972 startoval na olympiádě v Mnichově a po jedné výhře a dvou porážkách byl vyřazen ve třetím kole.
V roce 1973 vybojoval na mistrovství světa v Helsinkách čtvrté místo, když nejprve senzačně porazil sovětského reprezentanta Davidjana, následně však prohrál s Polákem Lipieńem. Ve stejném roce slavil první mezinárodní medaili, když vybojoval bronz na Světovém poháru v Teheránu.
V roce 1974 na mistrovství Evropy v Madridu vybojoval čtvrté místo, poté na mistrovství světa slavil bronzovou medaili. Následoval bronz z mistrovství světa v Minsku 1975, z olympijských her v Montréalu 1976 a mistrovství Evropy v Burse 1977. Vrcholem jeho kariéry pak bylo mistrovství světa 1977, kde konečně porazil svého letitého soupeře, Poláka Kazimierze Lipieńa a slavil světový titul.
V roce 1978 na Světovém poháru v Mexiku odstoupil pro zranění po druhém kole a následně ukončil sportovní kariéru.